# Raionul Bârzula
Raionul Bârzula este un raion al regiunii Odesa din Ucraina, format în 2020. Aici există o minoritate româneasca de 25%. Reședință este orașul Bârzula.
Anterior, teritoriul raionului făcea parte din raioanele:
- Raionul Bârzula (1923-2020);
- Raionul Ananiev;
- Raionul Balta;
- Raionul Kodâma;
- Raionul Liubașivka;
- Raionul Ocna;
- Raionul Savran;
- Comuna Oleksandrivka din raionul Șîreaieve, care împreună cu comuna Dolâna din raionul Ananiev au devenit parte a comunei Valea Hoțului[2].